# Gondoriz (Terras de Bouro)

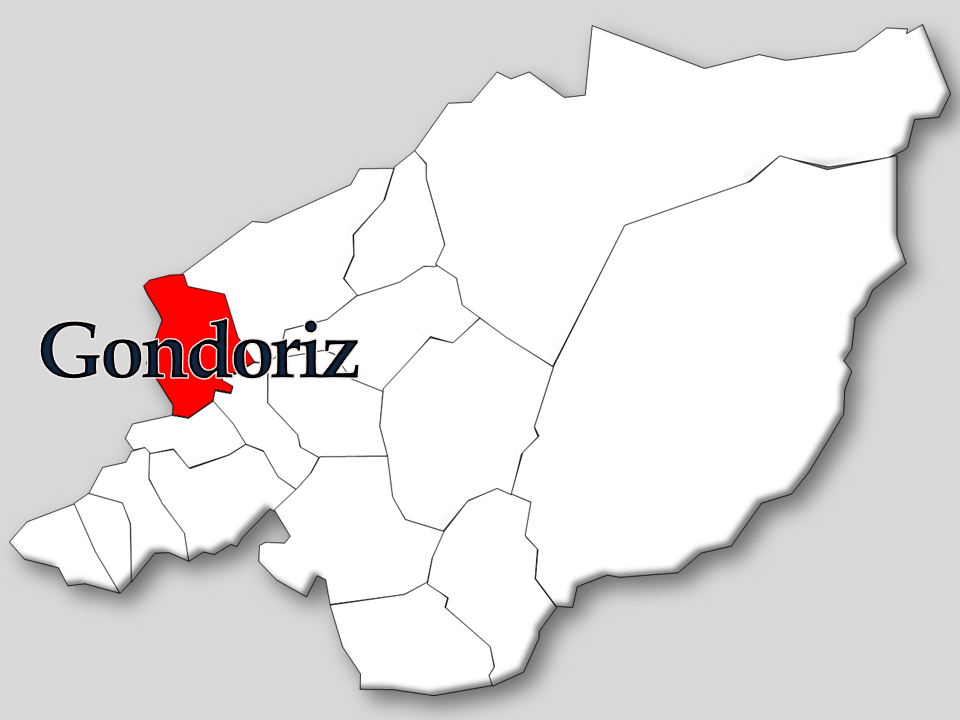
Localização da Freguesia de Gondoriz no Município de Terras de Bouro

Gondoriz é uma povoação portuguesa sede da Freguesia de Gondoriz do Município de Terras de Bouro, freguesia com 8,38 km² de área e 296 habitantes (censo de 2021), tendo, por isso, uma densidade populacional de 35,3 hab./km²

## Demografia
A população registada nos censos foi:
| Distribuição da População por Grupos Etários | Distribuição da População por Grupos Etários | Distribuição da População por Grupos Etários | Distribuição da População por Grupos Etários | Distribuição da População por Grupos Etários |
| -------------------------------------------- | -------------------------------------------- | -------------------------------------------- | -------------------------------------------- | -------------------------------------------- |
| Ano                                          | 0-14 Anos                                    | 15-24 Anos                                   | 25-64 Anos                                   | > 65 Anos                                    |
| 2001                                         | 53                                           | 44                                           | 151                                          | 87                                           |
| 2011                                         | 50                                           | 19                                           | 145                                          | 81                                           |
| 2021                                         | 30                                           | 37                                           | 143                                          | 86                                           |

## Lugares
- Antas
- Bouças
- Bustelo
- Refonteira
- Guardenha

## Património
- Igreja de São Mamede de Gondoriz
- Capela de Santo Amaro
- Capela de São Miguel
- Capela de São João